# Ischak Achmierow
Ischak Abdułowicz Achmierow (ros. Исхак Абдулович Ахмеров, tat. İsxaq Ğabdulla uğlı Əxmərov (Исхак Габдулла улы Әхмәров), ur. 1901 w Troicku, zm. 18 lipca 1976) – funkcjonariusz służb specjalnych, oficer i rezydent wywiadu zagranicznego NKWD.

## Życiorys
Wcześnie stracił ojca. Po ukończeniu szkoły średniej w 1919 został członkiem RKP(b). W 1921 skierowano go do Komunistycznego Uniwersytetu Pracujących Wschodu, a w 1922 na Pierwszy Uniwersytet Państwowy (obecnie Moskiewski Uniwersytet Państwowy), gdzie studiował stosunki międzynarodowe, który ukończył w 1930 mimo trudności materialnych, po czym rozpoczął służbę w organach bezpieczeństwa GPU. Brał udział w walce z basmaczami, od 1932 pracował w Wydziale Zagranicznym (INO) OGPU, wkrótce potem został skierowany do Turcji pod przykrywką sekretarza generalnego konsulatu ZSRR w Stambule. Nauczył się tureckiego, angielskiego i francuskiego. Po powrocie z Turcji w 1934 został skierowany do Chin, a w 1935 do USA, gdzie udało mu się zwerbować wielu agentów w amerykańskich instytucjach państwowych, w tym w ministerstwie finansów i służbach specjalnych. Wykonując zadania wywiadowcze, wyjeżdżał do różnych krajów europejskich i do Chin. Od 1942 do 1945 kierował nielegalną rezydenturą wywiadu ZSRR w USA, przyczyniając się do uzyskania przez ZSRR wielu ważnych informacji naukowych, technicznych i wojskowych i współpracując z wieloma cennymi agentami. W 1945 wrócił do ZSRR, obejmując funkcję zastępcy szefa jednego z działów wywiadu zagranicznego, biorąc aktywny udział w montowaniu nielegalnego wywiadowczego za granicą. Był odznaczony dwoma Orderami Czerwonego Sztandaru, Orderem „Znak Honoru” i wieloma medalami oraz odznaką honorowego czekisty.